# فندق غاله فيس
يُعد فندق غاله فيس، الذي تأسس في عام 1864 في كولومبو، سريلانكا أقدم فندق شرق السويس. ويقع على طريق غاله 2، كولومبو 03. وقد أصبحت الآن شركة سيلان للفنادق جزءاً من مجموعة فنادق غاله فيس. كما أن الفندق هو أحد أعضاء برنامج الفنادق والمنتجعات المختارة على المستوى العالمي.
و يرأس الفندق حالياً سانجيف جاردينر، وذلك بعد وفاة والده سيريل جاردنر في عام 1997. كذلك تم تصنيفه كأحد الأماكن من بين «الـ 1000 مكان التي يجب أن تشاهدها قبل أن تموت» في الكتاب الذي يحمل نفس العنوان. وأحرز لقب «أفضل فندق تراثي» لثلاث سنوات متتالية في حفل توزيع جوائز الرئاسة للسياحة والسفر (في سريلانكا)، الذي عقد في حزيران / يونيو عام 2010، وفي حزيران / يونيو) عام 2011  وفي أيلول / سبتمبر عام 2012. إضافةً إلى فوزه بجائزة اتحاد السفر في منطقة آسيا والمحيط الهادي (PATA) الأولى من نوعها لأفضل الفنادق التراثية العالمية في عام 2012. وفي أيلول / سبتمبر من عام 2012، أصبح أول فندق في سريلانكا يتم تمييزه بوضعه على طابع بريدي، جنباً إلى جنب مع ثلاثة مباني أيقونية أخرى في كولومبو.

## لمحة تاريخية
تم بناء الفندق في الأصل من قبل أربعة رجال أعمال بريطانيين في عام 1864. حيث اشتُق اسمه من الحديقة الممتدة قبالته، والمعروفة باسم غاله فيس غرين. بدأ كفيلا هولندية تحمل اسم غاله فيس هاوس. وتم شراء الأراضي لتوسيع الفندق بين عامي 1870 و1894. وفي عام 1894 انتهى المهندس المعماري توماس سكينر من بناء جناحه الكلاسيكي الحالي، حيث لاتزال واجهته سليمة إلى حد كبير حتى يومنا هذا رغم التجديدات العديدة.
قامت المغنية ميغنون فرناندو وفرقتها ذا جيتلاينرز بإحياء حفلات للنزلاء بشكل دوري في ملهى كوكونت غروف، التابع للفندق. وازدادت شهرة المكان من خلال أغنية. كما قام راديو سيلان بتسجيل البرامج الموسيقية من ملهى كوكونت غروف إضافةً إلى فندق غاله فيس نفسه، تم تقديمها من قبل بعض المذيعين المعروفين في راديو سيلان عامي 1950 و1960، مثل ليفي ويجيمان وفيرنون كوريا. حيث استمع الآلاف لهذه البرامج الإذاعية ولا سيّما رقصات «ليلة رأس السنة» من فندق غاله فيس.

## النزلاء من المشاهير
تضم قائمة الزبائن المشاهير المهاتما غاندي، يوري غاغارين أول رجل فضاء، جون د. روكفل، ررئيس الوزراء البريطاني السابق إدوارد هيث، الأميرة الكسندرا من الدنمارك [بحاجة إلى توضيح]، دوق أدنبره الأمير فيليب، أول رئيس وزراء هندي جواهار لال نهرو، رئيسة وزراء الهند أنديرا غاندي، الصحافي إيريك إيليس والمصور الفوتوغرافي بالاني موهان إضافةً إلى الضابط البريطاني المقبل في القوات الجوية الملكية (RAF) والعميل في خدمة الاستخبارات السرية (MI6) فريدريك ويليام ونتربوثام

## المرافق

### المطاعم
يضم فندق غاله فيس أربعة مطاعم. وهي مطعم سي سبراي للمأكولات البحرية الذي يقدم بوفيه عشاء يومياً، ومطعم 1864 الفاخر وقبو المشروبات وحانة إنكليزية تحمل اسم إن.. إضافةً إلى مطعم أون ذا غرين ومطعم بوفيه يُعرف باسم فيراندا. ويُعد مطعم فيراندا المكشوف المكان الأمثل لتناول الشاي الفاخر اليومي على الشرفة.

### المتحف
يحتوي الفندق على متحف ومعرض فني في جناحه المسمى ريجنسي، الذي يضم أول سيارة امتلكها الأمير فيليب، دوق أدنبره، وعدة قطع من المخلفات التذكارية التي جُمعت عبر تاريخ الفندق.

## المسبح
يضم الفندق حوض سباحة صغير مملوء بمياه البحر حيث يلاصق المحيط الهندي.

## لوح الداما
يوجد هناك ساحة ملونة بالأسود والأبيض تعرف باسم لوح الداما، وتقع على مقربة من مطعم سي سبراي. حيث يستخدمها النزلاء غالباً لمشاهدة غروب الشمس في المساء.